# Sindicat Agrícola de Moja
El Sindicat Agrícola de Moja és un edifici del poble de Moja, al municipi d'Olèrdola (Alt Penedès), protegit com a bé cultural d'interès local.

## Descripció
És un edifici industrial situat als afores de Moja, al camí que puja cap al castell d'Olèrdola. Té dues naus, una longitudinal i una altra transversal. La coberta és sostinguda per encavallades de fusta. La façana principal presenta una composició simètrica, amb un rètol central de ceràmica vidriada. Les cantonades són arrodonides. Hi ha un sòcol de pedra. Al soterrani són interessants els arcs parabòlics. La construcció del sindicat agrícola de Moja va ser iniciada l'any 1921.